# Jean Baptiste De Rode
Pour les articles homonymes, voir Rode.
Jean Baptiste De Rode, né à Louvain le 24 mai 1851, est un avocat belge qui occupe notamment la place de Secrétaire général du Ministère de la Justice de 1904 à 1914 ainsi que le poste d'Administrateur de la Sûreté publique de 1903 à 1906.

## Biographie

### Vie privée
Jean Baptiste-Ghislain-Jules De Rode (ou Jules De Rode) est né le 24 mai 1851 à Louvain d'un père docteur en médecine et d'une mère au foyer. Il est diplômé en Droit le 17 avril 1873 de l'Université catholique de Louvain.
Il se marie avec Mathilde Lints le 15 mai 1883.

### Carrière professionnelle
Jean Baptiste De Rode remplit successivement les fonctions d'avocat plaidant au barreau de Louvain, dès 1873, de secrétaire du conseil de discipline de l'ordre des avocats et de conseiller communal à Louvain avant d'être nommé Juge de paix suppléant du canton de Louvain par l'arrêté royal du 27 juin 1881, à la suite du décès de De Neuter,.
Le 16 janvier de l’année suivante, il est remplacé par M. Hamande (avocat et candidat notaire) ; Jean Baptiste De Rode devient Substitut du procureur du Roi au Tribunal de première instance de Louvain. En 1893, il devient Directeur de la Première section (qui s’occupe de la section criminelle, renommée à partir de 1894 « législation criminelle de la Direction générale de la législation, justice, grâces et patronage (qui dépend du ministère de la Justice), poste qu’il occupera jusqu’en 1900,,.) A cette période, il est promu au rang de directeur général de la Troisième Direction Générale A. (chargé de la législation pénale et statistique) du Ministère de la Justice jusqu’en 1903.
À partir de 1904, et ce jusqu'en 1914, il devient le Secrétaire général du Ministère de la Justice. C’est durant cette période qu’il est nommé Administrateur de la Sûreté publique (1903-1906), à la suite du décès de l’administrateur précédent (F. C. de Latour, en fonction de 1890 à 1903), tout en conservant son rôle de Secrétaire général.